# 二式擲弾器

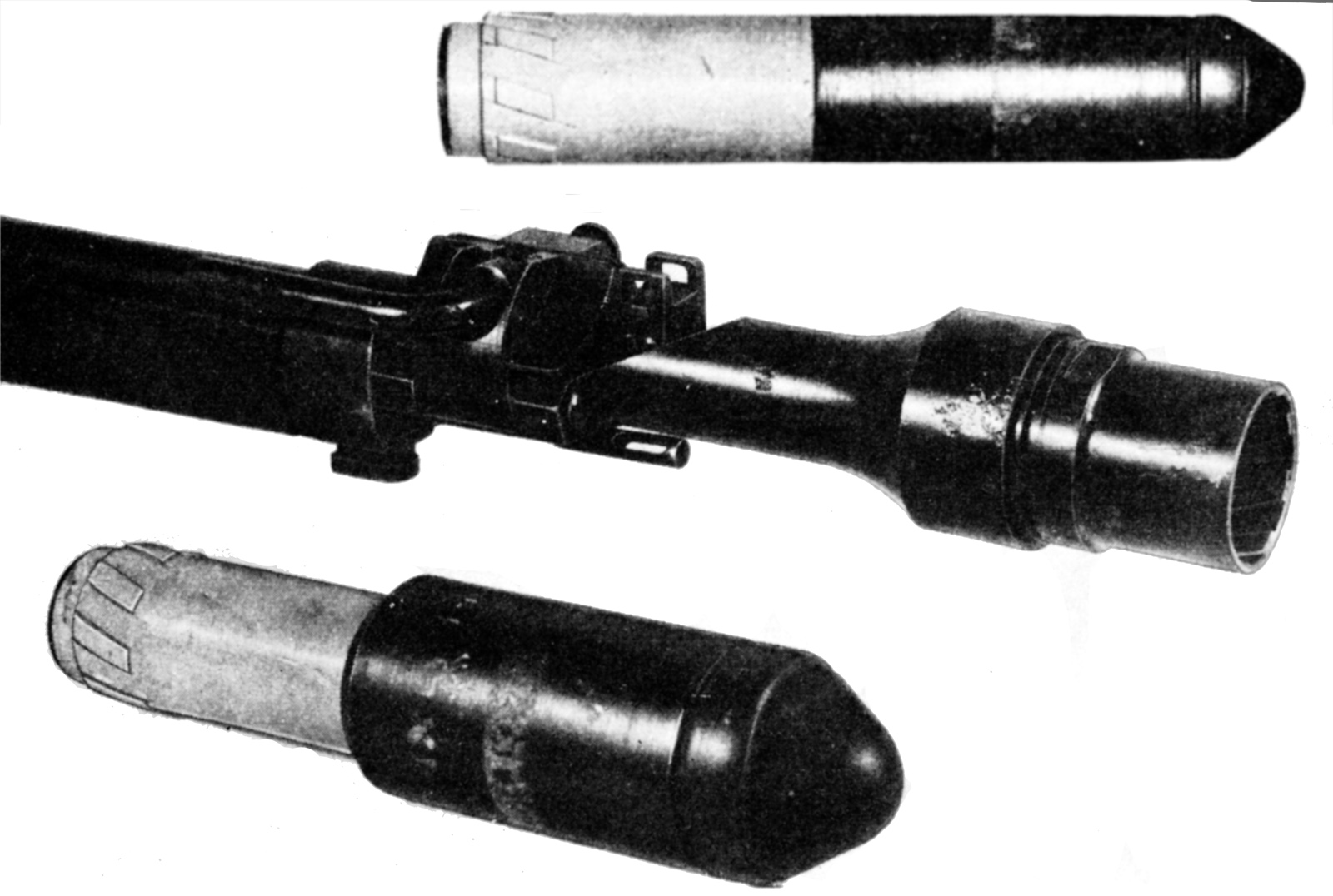
上から二式三〇粍対戦車小銃擲弾、二式擲弾器、二式四〇粍対戦車小銃擲弾。擲弾器内部にはライフリングが切られている。一〇〇式擲弾器がガスを一部導入して手榴弾を発射するのに比較し、本擲弾器は銃口からのエネルギーを直に用いる

二式擲弾器（にしきてきだんき）は、日本軍が使用した三八式歩兵銃および九九式短小銃に取り付け、これらの小銃から特殊な対戦車擲弾（タ弾）を撃ち出せるようにした兵器である。対戦車擲弾発射器を略してタテ器と通称された。

## 概要
本擲弾器は、ドイツ製のシースベッヒャー擲弾発射器の派生型である。この擲弾器のためには弾薬2種類が量産されたともされる。30mm口径の小銃擲弾および、もっと大型の40mm口径の小銃擲弾である。これらは両方とも二式と呼称された。この擲弾器は銃身の前端に装着され、クランプ式の装置によって適正な位置に固定された。特別に先端が折りたたまれた空包、あるいは木弾を付けた弾薬がこの擲弾を発射するために用いられた。
擲弾の後部は溝が前もって刻まれており、擲弾器のライフリングと噛み合わされた。このライフリングは擲弾の飛行時の回転を確実なものとしてこれに安定性を与え、また、回転式の信管を作動状態に置いた。擲弾は2種類ともほぼ同一の信管を採用し、信管は擲弾の後部に組み込まれていた。着弾時、慣性により撃針が前進し、起爆装置内部に組み込まれた撃針バネの反発力を押しのけた。
タ弾の開発は1942年（昭和17年）5月、ニーメラー少佐の技術導入により開始された。6月に研究計画を策定し、7月に小銃用擲弾の発射試験を実施した。30mm タ弾は威力が小さいために試製にとどまり、40mm タ弾も少数生産に終わったとする説がある。これはより大威力の45mm タ弾が完成したためであった。威力は、直射による命中の場合、40mm擲弾が50mm装甲を全弾貫通、60mm装甲を半数が貫通した。貫通すると12-15mm程度の穴が開き、この穴から高温高圧のガスと鋼板破片が高速で吹き込む。
|              | 30mm対戦車擲弾  | 40mm対戦車擲弾  |
| ------------ | --------------- | --------------- |
| 全長         | 162.56mm        | 180.34mm        |
| 弾体前部長さ | 96.52mm         | 106.68mm        |
| 弾体前部直径 | 30.48mm         | 40.64mm         |
| 弾体後部長さ | 73.66mm         | 73.66mm         |
| 全重         | 229.635g        | 368.55g         |
| 炸薬量       | 49.896g         | 99.295g         |
| 炸薬種類     | 50% TNT/50% RDX | 50% TNT/50% RDX |
| 貫通性能     |                 |                 |

## 生産・補給
1942年（昭和17年）7月21日、陸軍技術本部に対し、8月10日までに40mm タ弾、30mm タ弾を各300発製造するよう依頼が行われた。いずれも内訳は、本物の炸薬および信管を装着した弾薬を200発、無炸薬無信管のものが100発ずつである。また、8月下旬までにタテ器（二式擲弾器）を30丁製造するよう指示が出されたほか、技本試験用として各口径タ弾薬を1,500発ずつ製造するよう求めた。内訳は1,000発が本炸薬本信管、500発が代用弾である。さらに実用試験用として30mm弾薬の製造が命じられた。数量は本炸薬・本信管の弾薬が350発、代用弾700発である。
同年9月には至急以下の数量を生産するよう指示がなされた。三八式小銃用タテ器が照準具付きで10,000丁、これは、ライフリングの転度が18度短とされた。また、30mm タ弾弾薬の生産数が100,000発、代用弾が20,000発とされた。9月4日、ラバウルに派遣されていた第17軍指揮下の沖部隊への補給品目には、一〇〇式擲弾器、600丁という内容が存在する。また、9月9日の追加品目中には、三八式小銃用タテ器（二式擲弾器）、10丁、および40mm タ弾弾薬、400発の内容が見られる。10月8日、40mm タ弾発射薬筒2,000発が陸軍兵器廠から第17軍指揮下の沖部隊に送られた。
こうした補給数に対し生産は順調ではなく、40mm タ弾は1944年（昭和19年）2月の時点で毎月10,000発の生産と引き渡しが要望されたが、4ヶ月の月平均実績は4,860発に過ぎなかった。

## 実戦
1943年（昭和18年）12月に起きたグロスター岬の戦いではM4中戦車の1両が40mm「タ弾」で砲塔後部を貫通されるも、死傷者を出さず無事に後退したとの記録がある。
12月31日付の日本軍戦訓速報では「『ニューブリテン』島『ツルブ』方面ノ戦闘二於イテ某中隊ハ敵火炎戦車ノ攻撃ヲ受ケ全員玉砕セルモノノ如シ　敵ノ此ノ種戦車使用ハ今後逐次活発化スベク之ガ対策ニハ万全ヲ期スルヲ要ス　尚『タ弾』ハ効果大ナルヲ以テ之ガ使用法ニ習熟セシムルノ要アリ」と伝えている。
1944年（昭和19年）3月に作成された『南東太平洋方面関係電報綴』では第8方面軍・第17軍・第18軍・第4航空軍の電報によるブーゲンビル島の戦いでの戦闘報告をまとめている。南太平洋のブーゲンビル島では連合軍が上陸してタロキナ岬に飛行場を建設した。日本軍はこれを阻止し、飛行場建設後にはこれを奪取しようと攻撃を実施した。これらは第一次・第二次タロキナ作戦と呼ばれる。第二次タロキナ作戦、日本側呼称「タ」号作戦において第8方面軍の剛部隊、第17軍の沖部隊、第18軍の猛部隊は戦車を擁する永久陣地に対する攻撃を繰り返した。同年3月25日、剛部隊参謀長は「タ」号作戦の教訓として以下の内容を電報により報告した。真下支隊方面に76mm砲を装備した中戦車が出現し、これに対してタテ器（二式擲弾器）およびタ弾を投入した。威力は大きいものの操作員の死傷も多く、歩兵部隊全員が本擲弾器（二式擲弾器）の取り扱いに習熟するよう教育することが必要と考えられた。重火器・山砲も突入を許して破壊される場合が多く、この見地からもタテ器とタ弾の配備が必要とされた。
3月29日の沖部隊参謀長による戦訓報告では、タテ器およびタ弾は、軽戦車に非常に有効だが中戦車には効果が疑わしいこと、威力増強と数量の増加が要望された。
3月30日の剛部隊参謀長によるタロキナ作戦戦訓では、タ弾とタテ器の威力が相当に大きいことが再び述べられている。投入条件は連合軍の火砲および迫撃砲の支援が行われるトーチカ陣地に対して日本軍歩兵が浸透し攻撃するものだった。この陣地前面には火制地帯があり、4-6条程度の鉄条網が設けられ、マイクロフォンによる集音が施されていた。陣地内部には戦車が配置され、日本軍の攻撃に対して反撃を行った。トーチカには機関銃が装備された。こうした条件下においては、射程の関係から擲弾器は自衛火器であるに過ぎないと評価された。肉薄攻撃は最終手段であるが、このときの敵戦車には磁気に対する防御物の搭載、肉薄阻止の鉄条網の装備が施された。日本軍歩兵の装備する軽機および重機ではこうした陣地への攻撃は火力が不足していた。ことにトーチカと戦車の排除が必要であり、参謀長は直接火力を重視した戦術へ転換、山砲・速射砲を投入することが必要であると指摘している。タ弾およびタテ器はその火力が大きく評価され、各戦闘群への自衛火器として配備が望まれた。
昭和20年6月、ブーゲンビル島で第6師団野砲兵第6連隊第3大隊の大隊副官をしていた将校の回想によると、大隊には二発分が受領されたが、一発は重傷を負った兵士が自爆する際に失われ、残りの一発は同年7月14日に実戦で使用された。30m先の敵戦車めがけて発射した際キャタピラに命中し、戦車は傾いて動かなくなった。
小銃弾と違って水平に飛ばず、迫撃砲のように曲線を描いて飛び、射程が50mしかないことから「正確な命中を期待する方が無理」「ほかに成功した例を聞かなかった」とこの人物は酷評している。